# برستوواتس (نگوتین)
برستوواتس (به صربی: Brestovac) یک روستا در صربستان است که در نگوتین واقع شده‌است. برستوواتس ۳۵۵ نفر جمعیت دارد.